# Skoky do vody na Letních olympijských hrách 1904
Skoky do vody byly na Letních olympijských hrách v St. Louis zařazeny do olympijského programu poprvé v historii. Soutěžilo se ve dvou mužských disciplínách: jednou byl skok z věže a druhou splývání na dálku; tento sport se už na olympiádě nikdy poté neobjevil. Účastníci skákali do vody z můstku vysokého 47 cm a snažili se pod vodou bez jediného pohybu urazit co nejdelší vzdálenost (počítal se úsek dosažený v limitu šedesáti sekund nebo do prvního vynoření hlavy). Vítězem se stal Američan William Dickey (1874–1944) výkonem 19,05 metru.

## Medailisté

### Muži
| Kategorie     | Zlato                                         | Stříbro                                    | Bronz                                      |
| ------------- | --------------------------------------------- | ------------------------------------------ | ------------------------------------------ |
| Věž 10 m      | George Sheldon · Spojené státy americké (USA) | Georg Hoffmann · Německo (GER)             | Alfred Braunschweiger · Německo (GER)      |
| Věž 10 m      | George Sheldon · Spojené státy americké (USA) | Georg Hoffmann · Německo (GER)             | Frank Kehoe · Spojené státy americké (USA) |
| Skok do dálky | William Dickey · Spojené státy americké (USA) | Edgar Adams · Spojené státy americké (USA) | Leo Goodwin · Spojené státy americké (USA) |

## Přehled medailí
| Pořadí | Země                         | Zlato | Stříbro | Bronz | Celkově |
| ------ | ---------------------------- | ----- | ------- | ----- | ------- |
| 1      | Spojené státy americké (USA) | 2     | 1       | 2     | 5       |
| 2      | Německo (GER)                | 0     | 1       | 1     | 2       |
|        |                              |       |         |       |         |
| Celkem | Celkem                       | 2     | 2       | 3     | 7       |